# Berkelaue (COE-025)
Koordinaten: 51° 58′ 52″ N, 7° 16′ 24″ O
Das Naturschutzgebiet Berkelaue (COE-025) liegt auf dem Gebiet der Stadt Billerbeck im Kreis Coesfeld in Nordrhein-Westfalen.
Das aus zwei Teilflächen bestehende Gebiet erstreckt sich westlich und südlich der Kernstadt Billerbeck entlang der Berkel, eines Nebenflusses der IJssel. Am nördlichen Rand des Gebietes verläuft die Landesstraße L 577, die L 580 und die L 581 durchkreuzen das Gebiet.

## Bedeutung
Das etwa 138,3 ha große Gebiet wurde im Jahr 1994 unter der Schlüsselnummer COE-025 unter Naturschutz gestellt. Schutzziele sind „Erhalt und Optimierung eines naturnahen Flussauenabschnittes als Lebensraum für gefährdete Tier- und Pflanzenarten mit besonderer Bedeutung für den landesweiten Biotopverbund.“